# Bactrocera anfracta
Bactrocera anfracta är en tvåvingeart som beskrevs av Drew 1989. Bactrocera anfracta ingår i släktet Bactrocera och familjen borrflugor. Inga underarter finns listade.